# Grube ryby
Grube ryby – komedia Michała Bałuckiego w trzech aktach. Premiera odbyła się w warszawskim teatrzyku ogródkowym „Belle Vue” 27 sierpnia 1881.

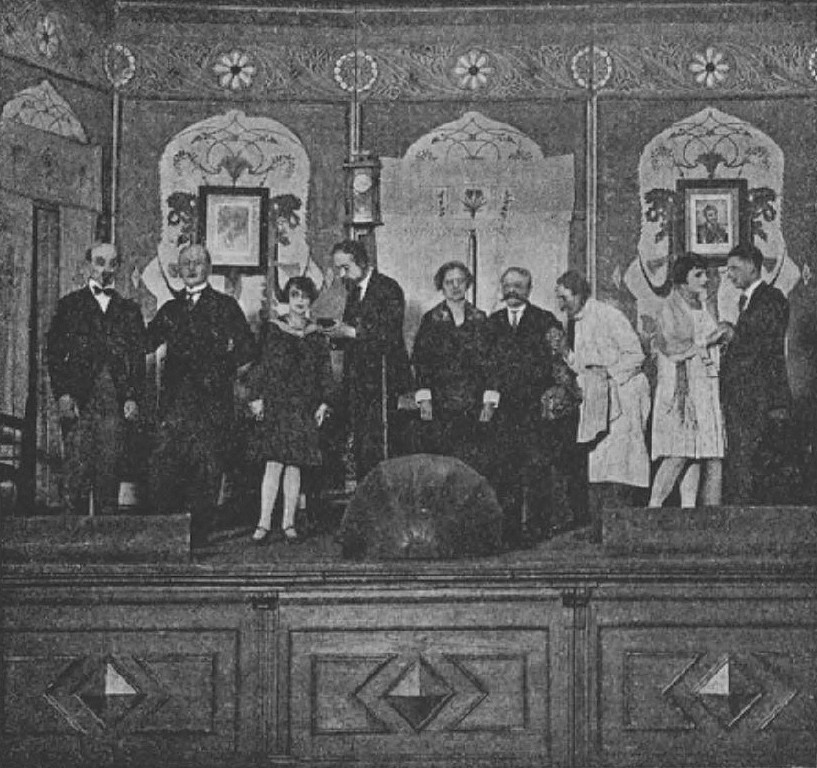
Teatr żołnierski we Lwowie – przedstawienie „Grube ryby” (przed 1929)

## Fabuła
Dwie młode panny (Wanda i Helena) kokietują dwóch podstarzałych kawalerów (Wistowskiego i Pagatowicza), aby wykorzystać ich do realizacji ich własnych celów. Wanda chce poślubić bratanka Wistowskiego (Henryka), a Helena chce, aby Pagatowicz kupił jej w Wiedniu materiał na suknię. Wistowski i Pagatowicz opacznie to rozumieją: myślą, że panienki dążą do małżeństwa z „grubymi rybami”, za które siebie samych uważają.

## Inscenizacje (wybór)[4]
| Teatr                                                               | Rok premiery | Reżyseria                     |
| ------------------------------------------------------------------- | ------------ | ----------------------------- |
| Teatr Miejski we Lwowie                                             | 1901         |                               |
| Teatr Bagatela w Krakowie                                           | 1920         | Ludwik Czarnowski             |
| Teatr im. Wojciecha Bogusławskiego w Warszawie                      | 1922         | Marian Tatarkiewicz           |
| Teatr Miejski w Bydgoszczy                                          | 1922         | Wanda Siemaszkowa             |
| Teatr Miejski w Bydgoszczy                                          | 1928         | Władysław Stoma               |
| Teatr Miejski w Bydgoszczy                                          | 1949         | Władysław Stoma               |
| Teatr Rozmaitości w Warszawie                                       | 1924         | Kazimierz Kamiński            |
| Teatr Nowy w Poznaniu                                               | 1925         | Kazimierz Korecki             |
| Teatr Nowy w Poznaniu                                               | 1929         | Feliks Chmurkowski            |
| Teatr (obecnie Teatr im. Stefana Jaracza) w Łodzi                   | 1929         |                               |
| Teatr (obecnie Teatr im. Stefana Jaracza) w Łodzi                   | 1970         | Jerzy Grzegorzewski           |
| Zespół Objazdowy Reduty                                             | 1930         |                               |
| Zespół Objazdowy Reduty                                             | 1937         |                               |
| Teatr Popularny w Warszawie                                         | 1933         |                               |
| Teatr Ateneum w Warszawie                                           | 1934         |                               |
| Teatr Narodowy w Warszawie                                          | 1939         | Aleksander Zelwerowicz        |
| Teatr Narodowy w Warszawie                                          | 1964         | Marian Wyrzykowski            |
| Lotnicza Czołówka Teatralna                                         | 1942         | Leopold Skwierczyński         |
| Teatr Zrzeszenia Aktorskiego w Lublinie                             | 1944         | Maksymilian Chmielarczyk      |
| Teatr Ziemi Rzeszowskiej                                            | 1945         | Władysław Konarski            |
| Teatr Miejski (obecnie im. Wojciecha Bogusławskiego) w Kaliszu      | 1945         | Roman Cichocki                |
| Teatr Miejski (obecnie im. Wojciecha Bogusławskiego) w Kaliszu      | 1952         | Stefania Gintel-Domańska      |
| Teatr Miejski (obecnie im. Wojciecha Bogusławskiego) w Kaliszu      | 1969         | Stefan Burczyk                |
| Teatr Miejski w Sosnowcu                                            | 1945         | Tadeusz Olderowicz            |
| Teatr (obecnie im. Jana Kochanowskiego) w Opolu                     | 1945         | Wacław Zdanowicz              |
| Teatr (obecnie im. Jana Kochanowskiego) w Opolu                     | 1955         | Marian Godlewski              |
| Teatr Mały w Szczecinie                                             | 1945         | Jan Czabanowski               |
| Teatr (obecnie im. Adama Mickiewicza) w Częstochowie                | 1946         | Bolesław Orliński             |
| Teatr (obecnie im. Adama Mickiewicza) w Częstochowie                | 1958         | Mieczysław Winkler            |
| Teatr (obecnie im. Adama Mickiewicza) w Częstochowie                | 1971         | Jerzy Ukleja                  |
| Teatr im. Juliusza Słowackiego w Krakowie                           | 1946         | Wacław Nowakowski             |
| Teatr im. Juliusza Słowackiego w Krakowie                           | 1953         | Wacław Nowakowski             |
| Teatr (obecnie im. Juliusza Osterwy) w Gorzowie Wielkopolskim       | 1946         | Leonia Barwińska              |
| Teatr Dramatyczny Województwa Gdańskiego w Sopocie                  | 1946         | Aleksander Gąssowski          |
| Teatr Miejski we Wrocławiu                                          | 1946         | Ludwik Solski                 |
| Teatr (obecnie im. Aleksandra Węgierki) w Białymstoku               | 1946         | Maria Szczęsna                |
| Teatr Polski w Poznaniu                                             | 1946         | Ludwik Solski                 |
| Teatr Ziemi Pomorskiej w Toruniu                                    | 1946         | Wilam Horzyca                 |
| Teatr Miejski Komedia w Gdyni                                       | 1946         | Wanda Jarszewska              |
| Teatr Polski w Warszawie                                            | 1946         | Ludwik Solski                 |
| Teatr Polski w Warszawie                                            | 1990         | Jan Bratkowski                |
| Teatr Śląski im. Stanisława Wyspiańskiego w Katowicach              | 1946         | Jerzy Leszczyński             |
| Teatr Polski (obecnie im. Hieronima Konieczki) w Bydgoszczy         | 1947         | Bolesław Rosłan               |
| Teatr Polski (obecnie im. Hieronima Konieczki) w Bydgoszczy         | 1977         | Jadwiga Marso                 |
| Teatr (obecnie im. Stefana Jaracza) w Olsztynie                     | 1947         | Teadeusz Olderowicz           |
| Teatr (obecnie im. Stefana Jaracza) w Olsztynie                     | 1956         | Józef Grodnicki               |
| Teatr (obecnie im. Stefana Jaracza) w Olsztynie                     | 1972         | Jadwiga Marso                 |
| Teatr Miejski w Jeleniej Górze                                      | 1947         | Ludwik Solski                 |
| Teatr Polski Bielsko-Cieszyn                                        | 1947         | Stanisław Kwaskowski          |
| Teatr Polski Bielsko-Cieszyn                                        | 1950         | Władysław Stoma               |
| Teatr im. Stefana Żeromskiego w Kielcach                            | 1948         | Franciszek Rychłowski         |
| Teatr im. Stefana Żeromskiego w Kielcach                            | 1966         | Andrzej Dobrowolski           |
| Teatr Polski w Szczecinie                                           | 1948         | Władysław Stoma               |
| Teatr Polski w Szczecinie                                           | 1955         | Marian Godlewski              |
| Teatr (obecnie im. Aleksandra Fredry) w Gnieźnie                    | 1948         | Halina Sokołowska-Łuszczewska |
| Teatr (obecnie im. Aleksandra Fredry) w Gnieźnie                    | 1962         | Władysław Stoma               |
| Teatry Dramatyczne we Wrocławiu                                     | 1952         | Stanisław Janowski            |
| Teatr Wybrzeże w Gdańsku                                            | 1955         | Zdzisław Karczewski           |
| Teatr Powszechny w Łodzi                                            | 1961         | Roman Sykała                  |
| Teatr Ziemi Pomorskiej w Grudziądzu                                 | 1963         | Władysław Stoma               |
| Lubuski Teatr w Zielonej Górze                                      | 1965         | Marian Wyrzykowski            |
| Teatr Nowy w Zabrzu                                                 | 1967         | Zbigniew Zbrojewski           |
| Bałtycki Teatr Dramatyczny im. Juliusza Słowackiego Koszalin-Słupsk | 1973         | Andrzej Ziębiński             |
| Teatr Nowy w Warszawie                                              | 1977         | Lech Wojciechowski            |
| Teatr Polonia                                                       | 2008         | Krystyna Janda                |

## Spektakle radiowe
- Grube ryby (1954, reż. Jerzy Leszczyński)[5]
- Grube ryby (1970, reż. Zbigniew Kopalko)[6]
- Grube ryby (1998, reż. Waldemar Modestowicz)[7]

## Spektakle telewizyjne
- Grube ryby (1968, reż. Jerzy Rakowiecki)[8]
- Grube ryby (1990, reż. Bogusław Sochnacki)[9]
- Grube ryby (1992, reż. Jan Bratkowski)[10]